# شجرة الحراب
حَرابِيَّة أو شجرة الحِراب (الاسم العلمي: Celastrus)، جنس نباتات يتكون من الشجيرات ووالمعترشات من فصيلة الحرابية. يضم حوالي 30-40 نوع، تنتشر بشكل واسع في شرق آسيا وأستراليا وأفريقيا والأمريكتين.

## الأنواع
من أنواعها:
- حرابية ملتفة

1. حرابية خانقة